# Taillebourg (Charente-Maritime)
Taillebourg is een gemeente in het Franse departement Charente-Maritime (regio Nouvelle-Aquitaine) en telt 704 inwoners (2005). De plaats maakt deel uit van het arrondissement Saint-Jean-d'Angély.

## Geografie
De oppervlakte van Taillebourg bedraagt 14,4 km², de bevolkingsdichtheid is 48,9 inwoners per km². De plaats ligt op de rechteroever van de Charente.

## Verkeer en vervoer
In de gemeente ligt spoorwegstation Taillebourg.
De onderstaande kaart toont de ligging van Taillebourg (Charente-Maritime) met de belangrijkste infrastructuur en aangrenzende gemeenten.

## Demografie
Onderstaande figuur toont het verloop van het inwonertal (bron: INSEE-tellingen).

## Bezienswaardigheden
- Kasteel van Taillebourg